# DAM (gruppo musicale)
I DAM sono un gruppo hip hop arabo palestinese. Il gruppo è fondato a Lidda nel 1999 da i due fratelli Tamer e Suhell Nafar e dal amico Mahmoud Jreri. Il loro nome deriva dalla parola dam che in arabo è un verbo che significa  "sangue". Un'altra origine del nome è anche l'acronimo che sta per "Da Arabian MCs"
I DAM cantano principalmente in arabo, ma talvolta anche in inglese ed ebraico. Il gruppo ha pubblicato più di 100 singoli e 2 album ufficiali (Ihdaa' – Dedication e Nudbok al Amar – Dabka on the moon). I testi dei DAM parlano dell'occupazione israeliana, delle droghe, della povertà nel loro paese, dei diritti delle donne e incitano alla protesta contro il governo israeliano.
Tamer Nafar, per un breve periodo, ha collaborato anche col rapper israeliano Subliminal, finche i rapporti non si sono incrinati a causa delle loro opinioni politiche divergenti. Il gruppo, inoltre, ha composto la colonna sonora della sitcom Arab Labor.